# Nyt fra Vestfronten 3
Nyt Fra Vestfronten 3 (Part 1), er det tredje mixtape fra L.O.C.. Mixtapet blev udgivet i 2009, men kun som et midlertidigt album, hvorfor der kun er tre numre, og det kaldes for part 1. Det var gratis at hente de tre numre, ligesom det var tilfældet på de to foregående mixtapes – og det kunne altså kun hentes via nettet. De tre numre er lavet over tre tidligere sange af henholdsvis Jooks, Medina og Suspekt. Medina deltager desuden selv i sangen, og på grund af den store popularitet nummeret fik, lavede de sidenhen en længere sang sammen, over samme melodi, men med et ekstra vers af L.O.C.

## Spor
| #  | Titel                                          | Producer(e)                 | Længde |
| -- | ---------------------------------------------- | --------------------------- | ------ |
| 1. | "Hun Vil Ha' En Rapper" (Oprindeligt af Jooks) | Johan Forsby & Atilla Dogan | 2:26   |
| 2. | "Kun For Dig" (Oprindeligt af Medina)          | Medina                      | 4:15   |
| 3. | "Kinky fætter" (Oprindeligt af Suspekt)        | Rune Rask & Troo.L.S        | 2:14   |